# 獨孤樂善
獨孤樂善，江西承宣布政使司吉安府泰和人，明朝政治人物、进士。
永乐二年（1404年），独孤乐善中甲申科二甲第九名进士，后選為翰林院庶吉士，編撰永樂大典。授吏部主事，后升任礼部郎中。其居官三十年，以廉洁著称。